# Brachyhypopomus gauderio
Brachyhypopomus gauderio är en fiskart som beskrevs av Giora och Luiz R. Malabarba 2009. Brachyhypopomus gauderio ingår i släktet Brachyhypopomus och familjen Hypopomidae. Inga underarter finns listade.